# 2025年亞洲棒球錦標賽
2025年亞洲棒球錦標賽（英語：The 31th Asian Baseball Championship）是第三十一屆亞洲棒球錦標賽，於2025年9月在中國福建省平潭舉辦。平潭于2024年12月确认获得该赛事主办权，这是该赛事33年来首次在中国大陆举办。此次比赛也是2026年U-23世界盃棒球賽的亚洲区资格赛。